# Photostomias liemi
Photostomias liemi är en fiskart som beskrevs av Christopher P. Kenaley 2009. Photostomias liemi ingår i släktet Photostomias och familjen Stomiidae. Inga underarter finns listade i Catalogue of Life.